# Axtell (Kansas)
Axtell és una població dels Estats Units a l'estat de Kansas. Segons el cens del 2000 tenia 445 habitants.

## Demografia
Segons el cens del 2000, Axtell tenia 445 habitants, 182 habitatges, i 129 famílies. La densitat de població era de 343,6 habitants per km².
Dels 182 habitatges en un 30,2% hi vivien nens de menys de 18 anys, en un 59,9% hi vivien parelles casades, en un 8,8% dones solteres, i en un 28,6% no eren unitats familiars. En el 27,5% dels habitatges hi vivien persones soles el 10,4% de les quals corresponia a persones de 65 anys o més que vivien soles. El nombre mitjà de persones vivint en cada habitatge era de 2,45 i el nombre mitjà de persones que vivien en cada família era de 2,99.
Per edats la població es repartia de la següent manera: un 26,7% tenia menys de 18 anys, un 6,7% entre 18 i 24, un 23,1% entre 25 i 44, un 23,1% de 45 a 60 i un 20,2% 65 anys o més.
L'edat mediana era de 40 anys. Per cada 100 dones de 18 o més anys hi havia 89,5 homes.
La renda mediana per habitatge era de 30.192 $ i la renda mediana per família de 35.000 $. Els homes tenien una renda mediana de 29.250 $ mentre que les dones 23.500 $. La renda per capita de la població era de 14.460 $. Entorn del 12,3% de les famílies i l'11,1% de la població estaven per davall del llindar de pobresa.

## Poblacions més properes
El següent diagrama mostra les poblacions més properes.